# Икире
Икире (англ. Ikire) — город в юго-западной части Нигерии, на территории штата Осун. Входит в состав района местного управления Иреволе.

## Географическое положение
Город находится в юго-западной части штата, к востоку от реки Ошун, на высоте 228 метров над уровнем моря.
Икире расположен на расстоянии приблизительно 57 километров к юго-западу от Ошогбо, административного центра штата и на расстоянии 390 километров к юго-западу от Абуджы, столицы страны.

## Население
По данным переписи 1991 года численность населения Икире составляла 111 435 человек.
Динамика численности населения города по годам:
| 1991    | 2012    |
| ------- | ------- |
| 111 435 | 162 029 |

## Экономика
Основу экономики Икире составляет сельскохозяйственное производство. Основными продуктами городского экспорта являются хлопок, пальмовое масло, ямс, маниок, кукуруза, какао, орехи колы, а также текстиль.

## Транспорт
Через город проходит автотрасса, соединяющая города Ибадан и Ифе.
Ближайший аэропорт расположен в городе Ибадан.